# Witches Cauldron
Das Witches Cauldron (englisch für Hexenkessel) ist ein vereister Bergkessel im Norden der Alexander-I.-Insel vor der Westküste der Antarktischen Halbinsel. Er liegt unmittelbar westlich des Mount Egbert auf der Westseite der Douglas Range.
Teilnehmer der British Graham Land Expedition (1934–1937) unter der Leitung des australischen Polarforschers John Rymill sichteten ihn 1937 aus der Luft und kartierten ihn grob. Eine genauere Kartierung erfolgte 1960 durch den britischen Geographen Derek Searle vom Falkland Islands Dependencies Survey anhand von Luftaufnahmen der US-amerikanischen Ronne Antarctic Research Expedition (1947–1948). Das UK Antarctic Place-Names Committee verlieh ihm 1961 seinen deskriptiven Namen.